# Шнелленберг (замок)
Шнелленберг (нем. Burg Schnellenberg) — средневековый замок на вершине холма над долиной реки Бигге недалеко от города Аттендорн в районе Ольпе земли Северный Рейн-Вестфалия, Германия.

## История

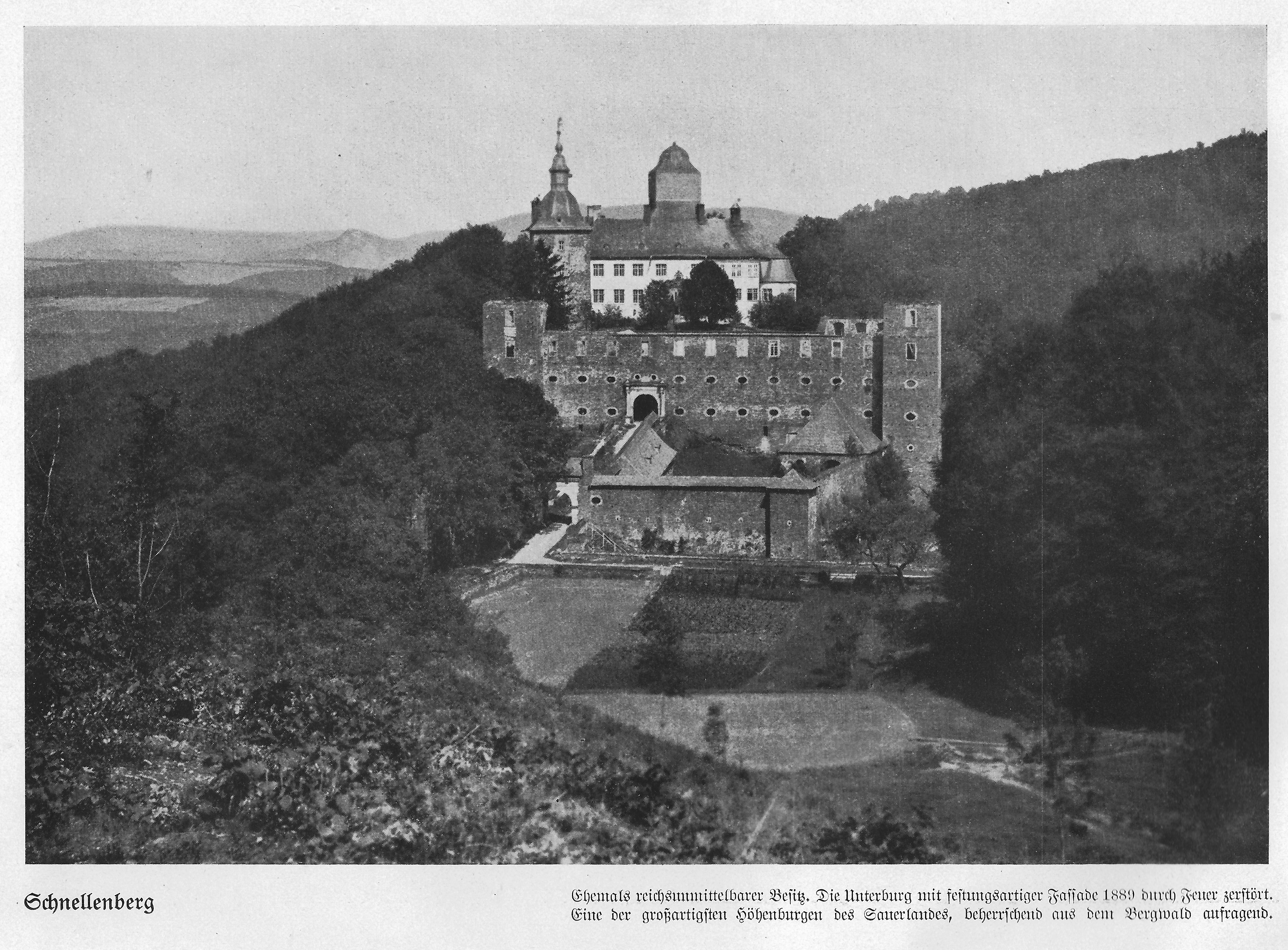
Замок Шнелленберг на фотографии 1941 года

Инициатором строительства замка стал архиепископ Кёльна Энгельберт фон Берг. Для защиты восточных рубежей своих владений архиепископ укрепил город Аттендорн в 1222 году, а на другом берегу реки Бигге одновременно построил крепость Шнелленберг. Сохранился договор о соглашении с графом фон дер Марком, которому замок был предоставлен на правах ленного владения. Крепость была призвана держать под контролем важный торговый путь Хайденштрассе, который связывал Кёльн с Касселем и Лейпцигом.

### Ранний период
В 1288 году произошла битва при Воррингене, которая имела роковое значение для Кёльнской епархии. Архиепископ попал в плен и в 1289 году был вынужден подписать мирный договор на условиях победителей (герцогства Брабант, графств Берг и Марк). В итоге произошёл серьёзный передел феодальных владений в центральной Европе. Принадлежащий Кёльну замок Вальденбург (не сохранился), расположенный примерно в трёх километрах к юго-западу от Шнелленберга должен был перейти к графам фон дер Марк. В свою очередь маршал Вестфальского герцогства Йоханн I фон Плеттенберг захватил замок Шнелленберг (при активной помощи граждан Аттендорна). В 1294 году архиепископ Кёльна Зигфрид фон Вестербург, пытаясь восстановить прежнее влияние, пообещал гражданам Аттендорна, что поможет им построить крепость Снелленберг, чтобы обеспечить безопасность города.
Шнелленберг быстро утратил своё военное значение.
После смерти Йоханна I фон Плеттенберга в 1314 году его сын Хайденрайх после настоятельных просьб (в том числе папы) вернул замок Шнелленберг кёльнскому архиепископу. На тот момент кафедру занимал Вальрам фон Юлих. В документе от 12 июля 1339 года говорится: «Я, Хайденрайх фон Плеттенберг, сын покойного Йоханна фон Плеттенберга и его жены Пиронетты, всем, кто в настоящее время видит или читает данный документ, сообщаю: мы, за себя и за своих наследников, будучи чисты в помыслах и по нашему добровольному решению посредством настоящего акта из глубокого уважения и привязанности к господину Вальраму фон Юлиху, архиепископу Кёльна, а также из-за особой нашей милости, которую мы делаем ради самого Господа, уступаем замок Шнелленберг».

### После 1339 года
Архиепископ назначил управлять замком Шнелленберг на правах ленного владения своего вассала рыцаря Фёгте фон Эльспе. При этом ещё в 1337 году в замке проживали рыцари Госвин и Герман фон Шнелленберг. Судя по всему братья заключили договор о совместном владении замком с фон Эльспе.
В 1411 году архиепископ Кёльна Фридрих III фон Саарверден разрешил Грете, вдове Вильгельма Фёгте фон Элспе и её детям, построить жилую резиденцию в замке Шнелленберг и проживать в ней. Предполагалось, что в числе прочего это усилит административную значимость крепости. В том же году братья Иоганн, Генрих, Вильгельм и Дитрихом Фёгте фон Эльспе с одной стороны и Иоганн фон Шнелленберг цу Шнелленберг с другой, подписали договор о разделе владений. Иоганн сохранил свой собственный дом с башней в Шнелленберге и получал ещё одно здание в нижней части комплекса, называемое «Старый дом Фёгте», а также три четверти полей и лугов, принадлежащих замку. Остальная недвижимость и земли отходили братьям. В случае нападения, фон Шнелленберг и братья Фёгте фон Эльспе обязывались помогать друг другу.
Более чем через полвека, в 1471 году, двоюродные братья Герман и Айльф фон Шнелленберги с согласия кёльнского архиепископа Рупрехта фон дер Пфальц продали свою долю владений в замке Шнелленберг и окрестностях семье Фёгте фон Эльспе. А в 1483 году Катарина (вероятно сестра Германа и Айльфа), вдова Германа Гревенштейна, также продала принадлежащую её семье долю в замке Шнелленберг братьям Фёгте фон Эльспе.
В 1512 году архиепископ Филипп II фон Даун отказался от прав сюзерена на замок Шнелленберг. Таким образом Иоганн фон Шнелленберг (сын Иоганна фон Эльспе) стал единоличным владельцем крепости и земли вокруг неё. Однако в 1519 году он умер, не оставив потомков по мужской линии. Наследницей стала его дочь Маргарита. Её мужем стал Яспер фон фон Шунгель фон Бернинхузен. В качестве приданого замок стал его собственностью. Но в 1590 году скончался последний представитель этого рода. О правах на замок заявили несколько претендентов, в том числе из потомков семей фон Эльспе и фон Шунгель.

### В собственности семьи фон Фюрстенберг

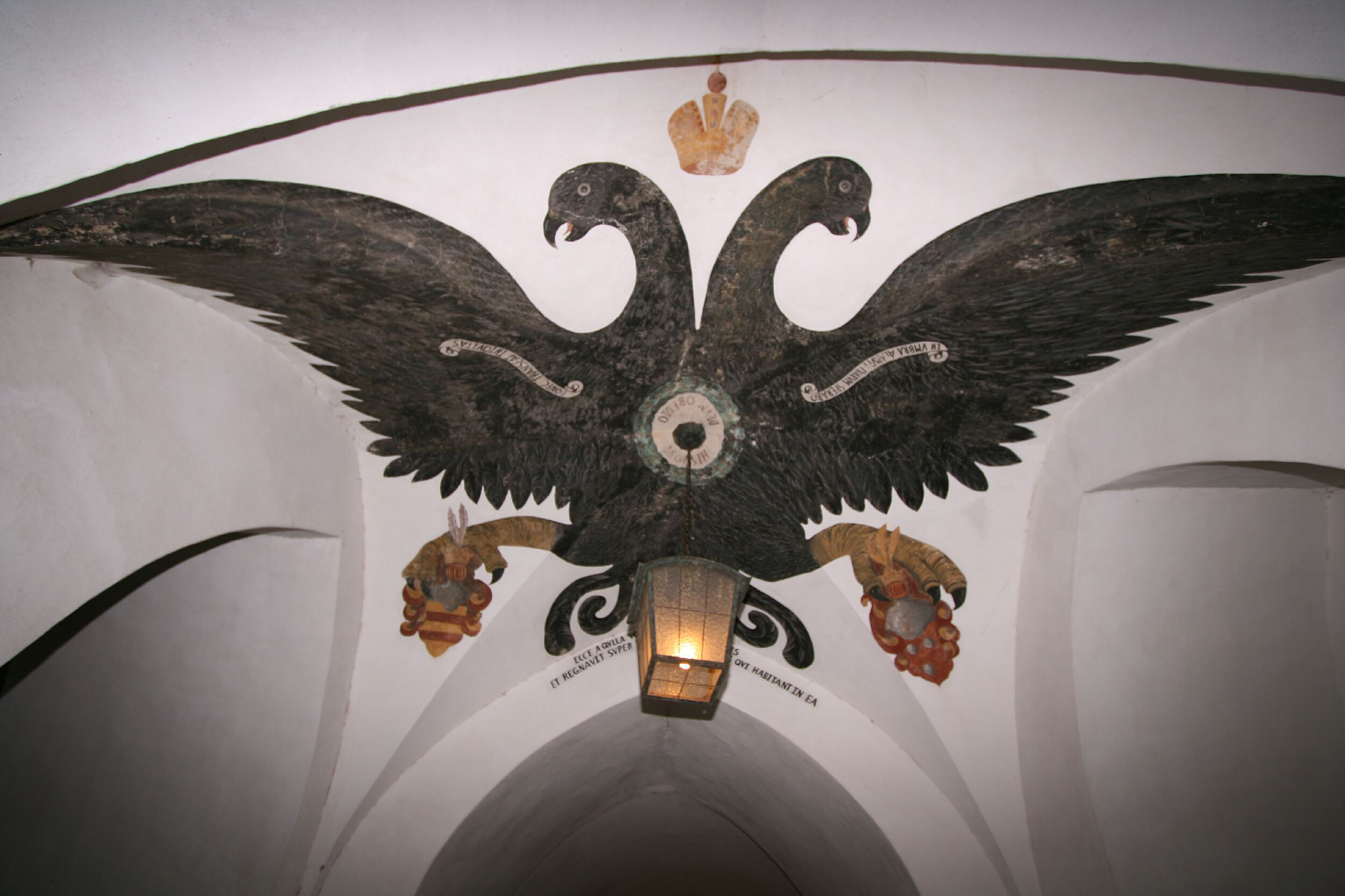
Рисунок имперского орла в замке: предмет долгих судебных тяжб

В 1594 году был заключён многосторонний договор купли-продажи между Дростеном Каспаром фон Фюрстенбергом цу Бильштайном с одной стороны и Бернхардом фон Фёгте фон Эльспе цу Боргхаузеном и Хеннеке фон Шунгель. Согласно документу последние отказывались от претензий на долю в замке Шнелленберг.
Новые владельцы мечтали повысить крепость до статуса свободной имперской и немедленно начали хлопотать об этом. Уже в 1595 году Каспар фон Фюрстенберг получил титул императорского рыцаря и подал прошение о включении замка в список имперских. Для успеха своей просьбы он серьёзно перестроил и расширил прежнюю крепость. И вскоре Шнелленберг обрёл новый облик. Здания реконструировали в стиле ренессанс.
В 1671 году власти города Аттендорн заявили семье фон Фюрстенберг, что горожане не намерены платить какие-либо налоги или подати владельцам замка. Затем возник спор о праве семьи фон Фюрстенберг размещать изображение имперского орла при въезде в Шнелленберг. Этим оказались недовольны многие дворяне из соседних владений. Тяжба затянулась на несколько лет. Лишь в 1701 году канцелярия суда в Бонне распорядилась удовлетворить прошение семьи фон Фюрстенберг.
В 1785 году кёльнский курфюрст Максимилиан Франц Австрийский вспомнил о своих правах сюзерена и, ссылаясь на средневековые документы, распорядился называть барона Клеменса Лотара фон Фюрстенберга своим вассалом. Барон со своей стороны подал в имперский суд протест на это распоряжение. После долгих разбирательств в 1789 годах судьи встали на сторону фон Фюрстенбергов. После этих процессов в 1791 году было подтверждено право семьи фон Фюртсенберг быть причисленным к сословию имперского рыцарства (что было престижно, но особых привилегий не давало). Тем не менее последовали апелляции. Окончательное решение не удавалось принять до 1802 года. Из-за конфликтной ситуации солдаты ландграфства Гессен-Дармштадта и герцогства Вестфалия даже на некоторое время оккупировали замок Шнелленберг. Наконец в 17 сентября 1812 году апелляционный суд в Дармштадте окончательно решил дело в пользу семьи фон Фюрстенберг. В решении говорилось, что по прошествии 217 лет можно смело считать резиденцию Шнелленберг имперской. К тому времени Наполеон уже давно упразднил Священную Римскую империю.
Шнелленберг оставался главной родовой резиденцией семьи фон Фюрстенберг до тех пор, пока они не перенесли к концу 1820-х годов свою столицу в замок Хердринген недалеко от Арнсберга.

### С XIX по XXI века
В 1835 году последние представители семьи фон Фюрстенберг покинули замок. Опустевшая и оставленная без должного ухода резиденция стала постепенно приходить в упадок. Часть зданий сдали в аренду. Но это только усугубило состояние комплекса. Например один из арендаторов устроил в южной части бывшего форбурга пивоварню. К тому же арендаторы часто менялись и не были заинтересованы в качественном ремонте сооружений.
В 1889 году внешний форбург был полностью уничтожен пожаром. После этого в замке продолжала функционировать только пивная. Помимо помещений в самом замке это заведение также активно использовало для пивных вечеринок пространство сада, расположенного за верхним замком. Там даже обустроили дорожки для боулинга.
В 1902 году здания замка Шнелленберг оказались в таком плачевном состоянии, что могли обрушиться. В результате владельцы вывезли из бывшей резиденции в замок Хердринген особо ценные предметы интерьера.
В 1911 году в цитадели замка (в обербурге) появилось одно из первых молодёжных общежитий Германии. Правда в 1928 году договор на аренду здания Немецкой молодёжной ассоциацией общежитий был расторгнут. Главной причиной стало варварское отношение не к зданию, а то, что окружающий Шнелелнберг парк превратился в площадку для пикников. Были вырублены десятки деревьев, а некогда ухоженную территорию обезобразили помойки и следы кострищ.
В 1928 году замок взял в аренду предприниматель Норберт Билсинг. Сначала он использовал постройки в сельскохозяйственных целях (как склады и мастерские), но позднее открыл в Шнелленберге небольшой ресторан.
В 1932—1934 здесь разместился филиал Ассоциации добровольного труда. В Шнелленберге наладили производство подшипников. Затем пришедшие к власти нацисты использовали замок в качестве учебного заведения.
Во время Второй мировой войны замок, который находился в не самом лучшем состоянии почти не пострадал. После войны его опять стали использовать для сдачи в аренду. После 1945 года бывшую цитадель сдали в аренду службе социального обеспечения немецких железных дорог (Deutsche Bahn) в качестве дома отдыха, а нижний замок использовался другими арендаторами (из семьи Бислингов) как дом престарелых.
В 1957 году семья Бислинг продала свои фермерские активы и сосредоточилась на отельном бизнесе. В замке Шнелленберг после ремонта они открыли гостиницу «Бурготель».
Представители семьи Билсинг и в XXI веке продолжают управлять этим отелем и рестораном. Сам комплекс по-прежнему находится в собственности семьи баронов фон Фюрстенберг-Хердринген.

## Описание

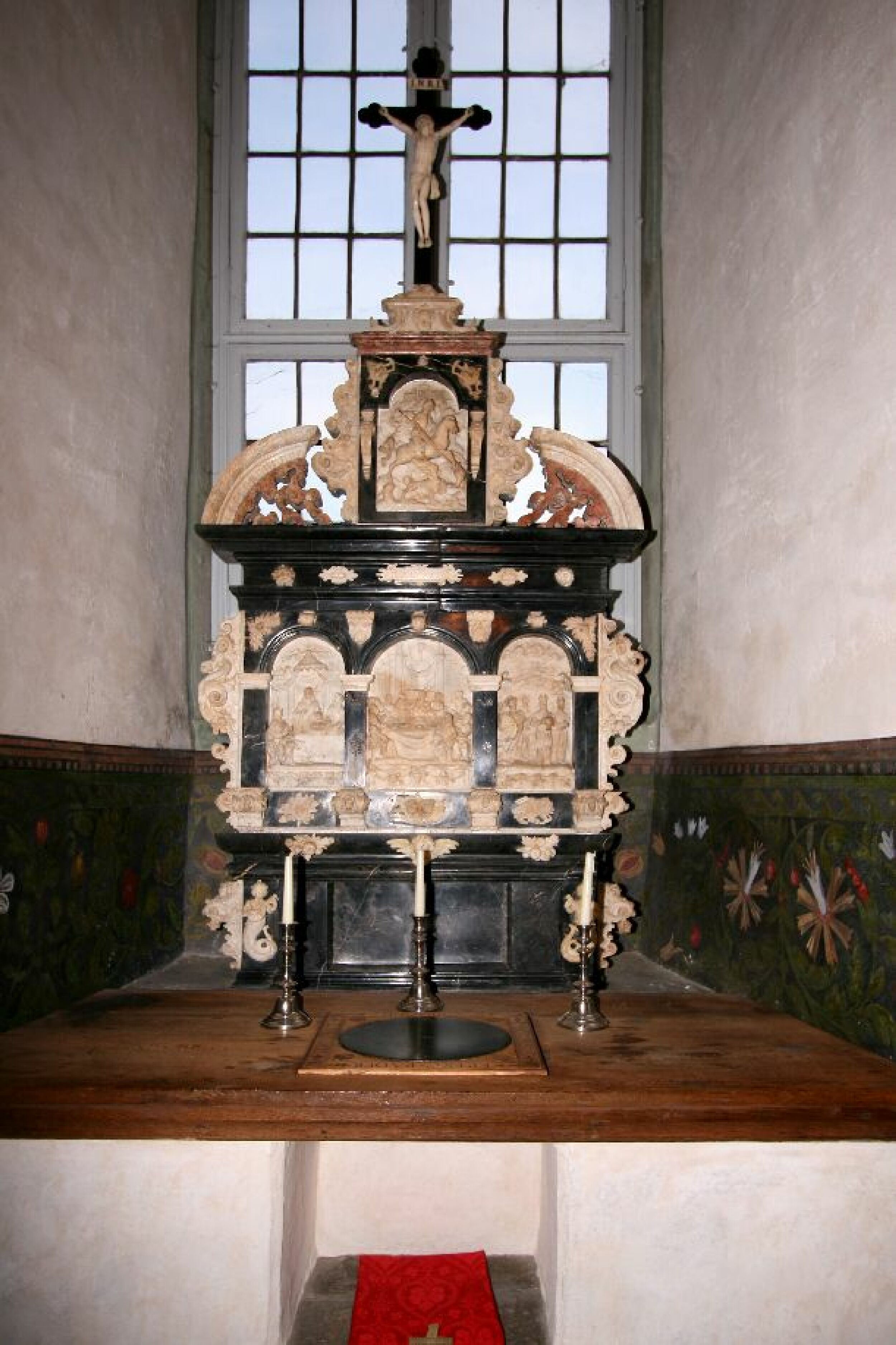
Алтарь Святого Георгия в замковой капелле.

### Крепость
Крепость состоит из двух частей: верхнего замка (цитадели) и нижнего, который также делится на две части. Вход в цитадель в прежние времена осуществлялся по перекидному мосту. Позднее через ров был построен каменный мост.

### Капелла
Замковая капелла считается самостоятельной достопримечательностью Шнелленберга. Особенно стоит упомянуть часовню Святого Георгия в верхнем замке. Она выдержана в стиле маньеризма и прекрасно сохранилась в том виде, в котором была ещё в 1600 году. Капелла создана во время перестройки замка Каспаром фон Фюрстенбергом. Деньги на её украшение дал Дитрих фон Фюрстенберг, брат Людвига. На потолке сохранился портрет архиепископа.
Помещение имеет высоту около семи метров. Художественное оформление капеллы в части росписи стен и потолка выполнил Августин Йодефельд из Падерборна. А франкфуртские художники Ганс Мильтенбергер и Иоганн Хохейзен отвечали за резьбу по камню. Часть изображений оказалась под слоем побелки во время неудачного ремонта, проведённого в 1837 году. Однако во время реставрации 1974 года их удалось восстановить.
Главный алтарь, расположенный находится на восточной стороне, посвящён святому Георгию. С северной и западной стороны капеллы размещаются изящные деревянные галереи.

## Соседние достопримечательности
В непосредственной близости от замка Шнелленберг находятся живописные пруды Биггезее и карстовая пещера Атта, чья общая длина составляет 6670 метров.

## Галерея

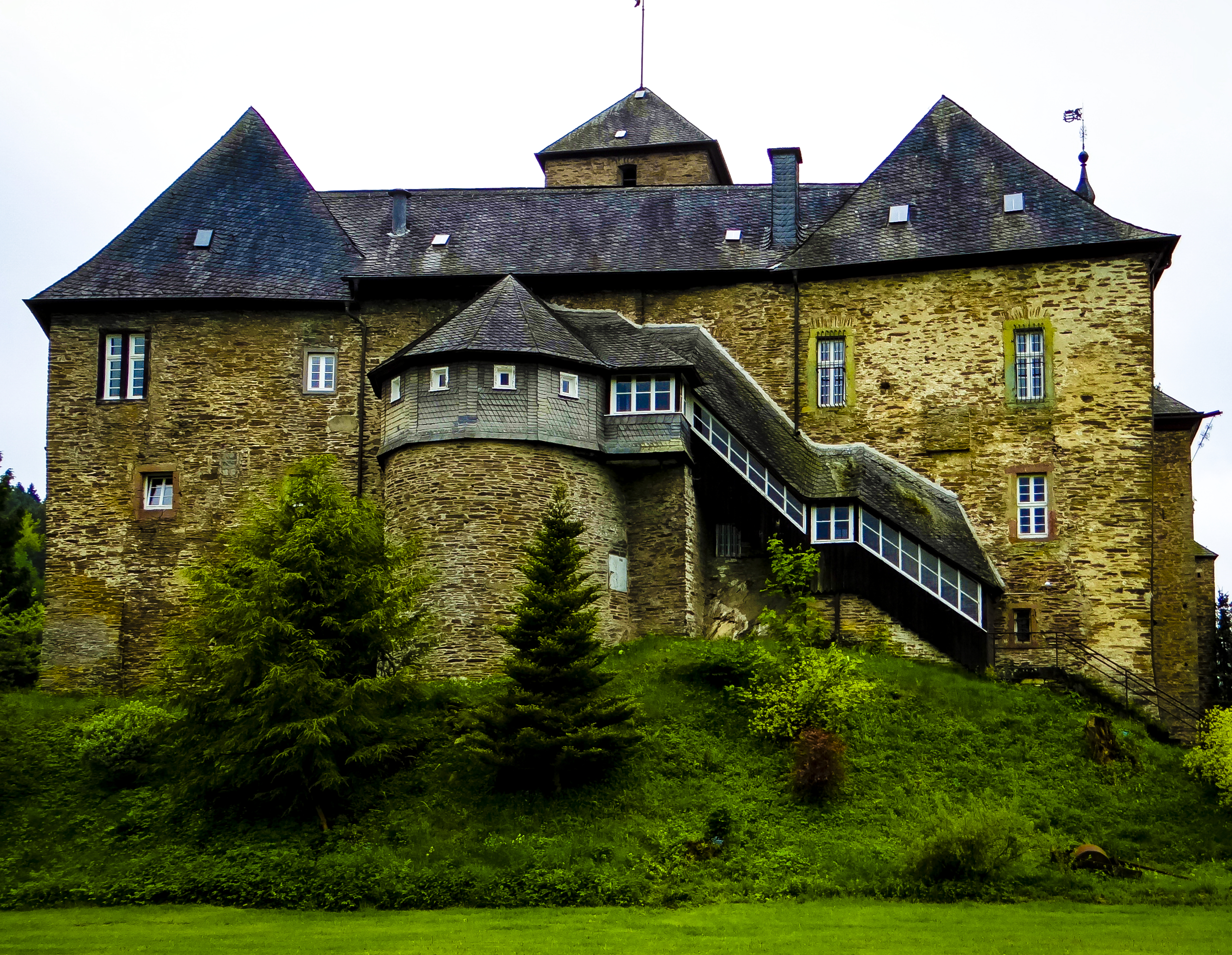
Одно из самых старых зданий замка
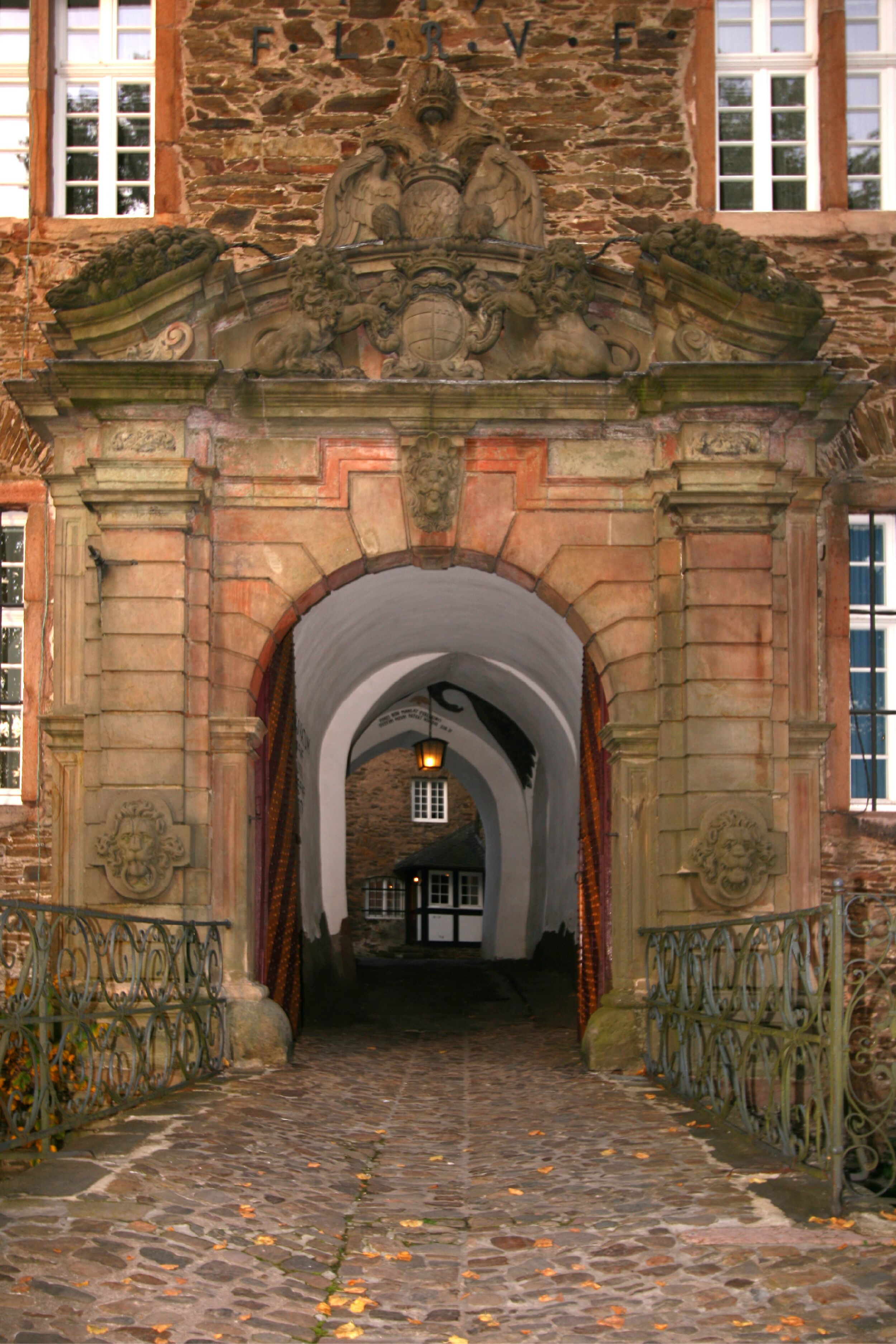
Ворота, ведущие в замок
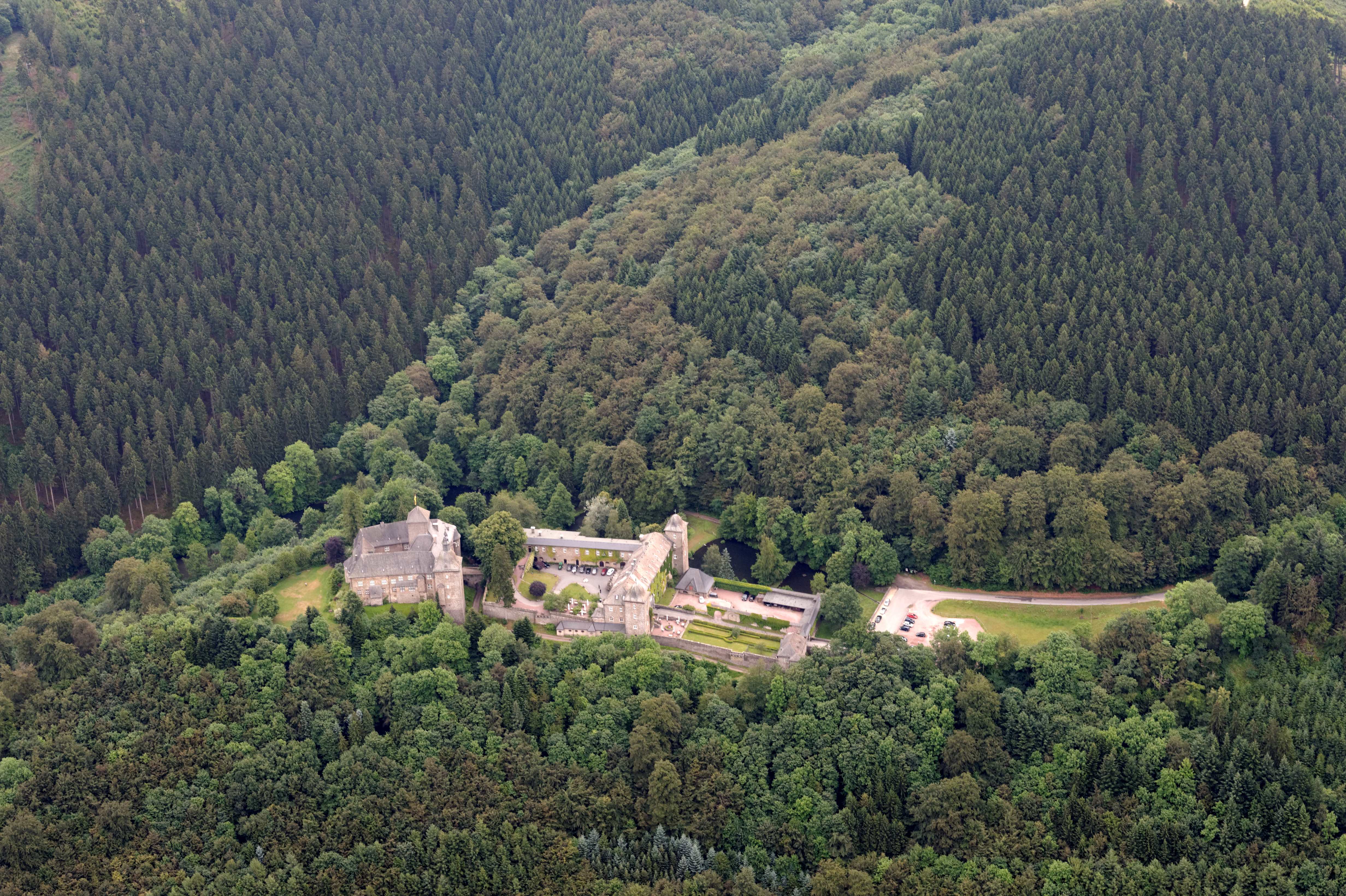
Замок и окружающий его лес
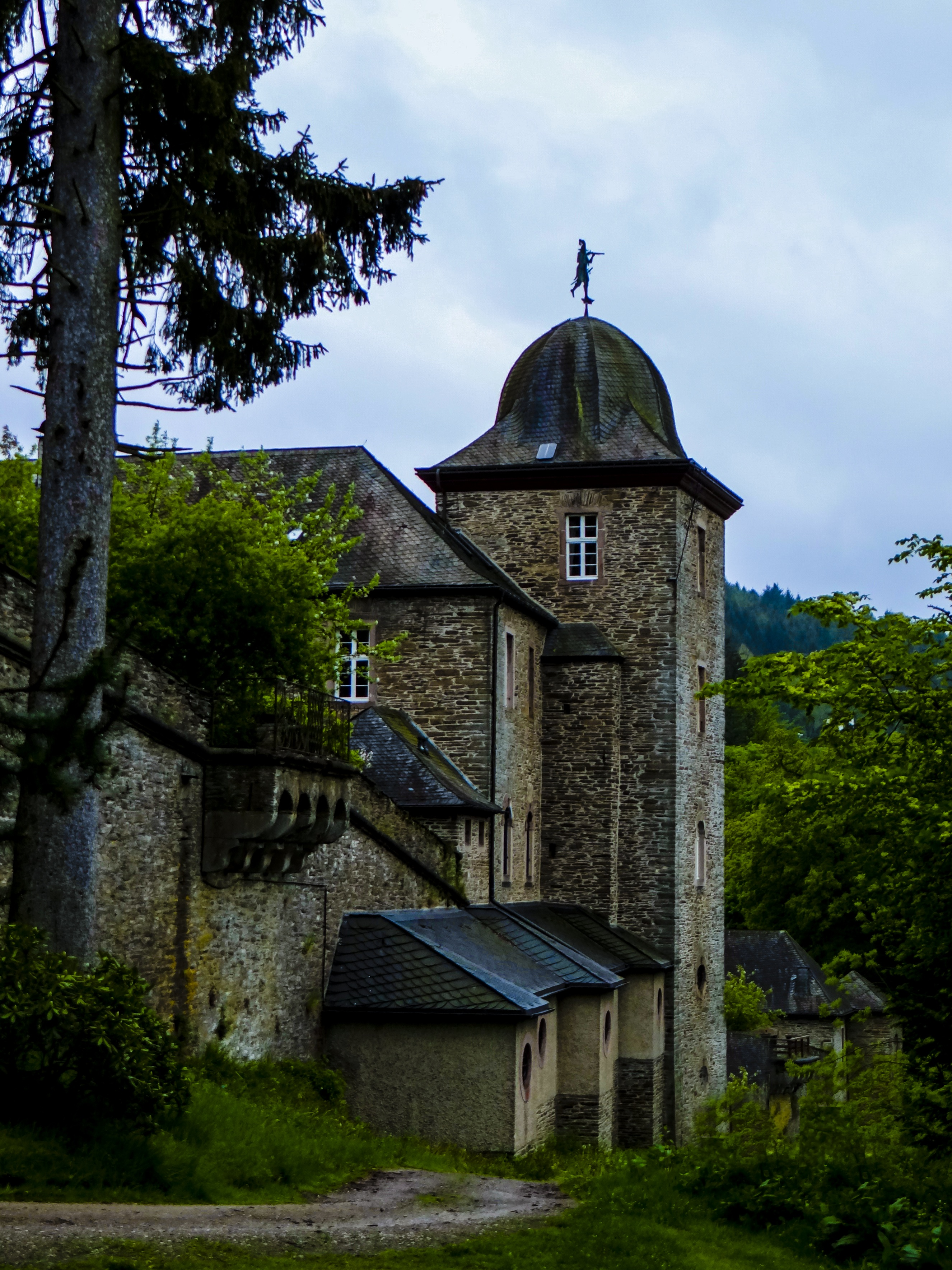
Башня, примыкающая к бывшей резиденции
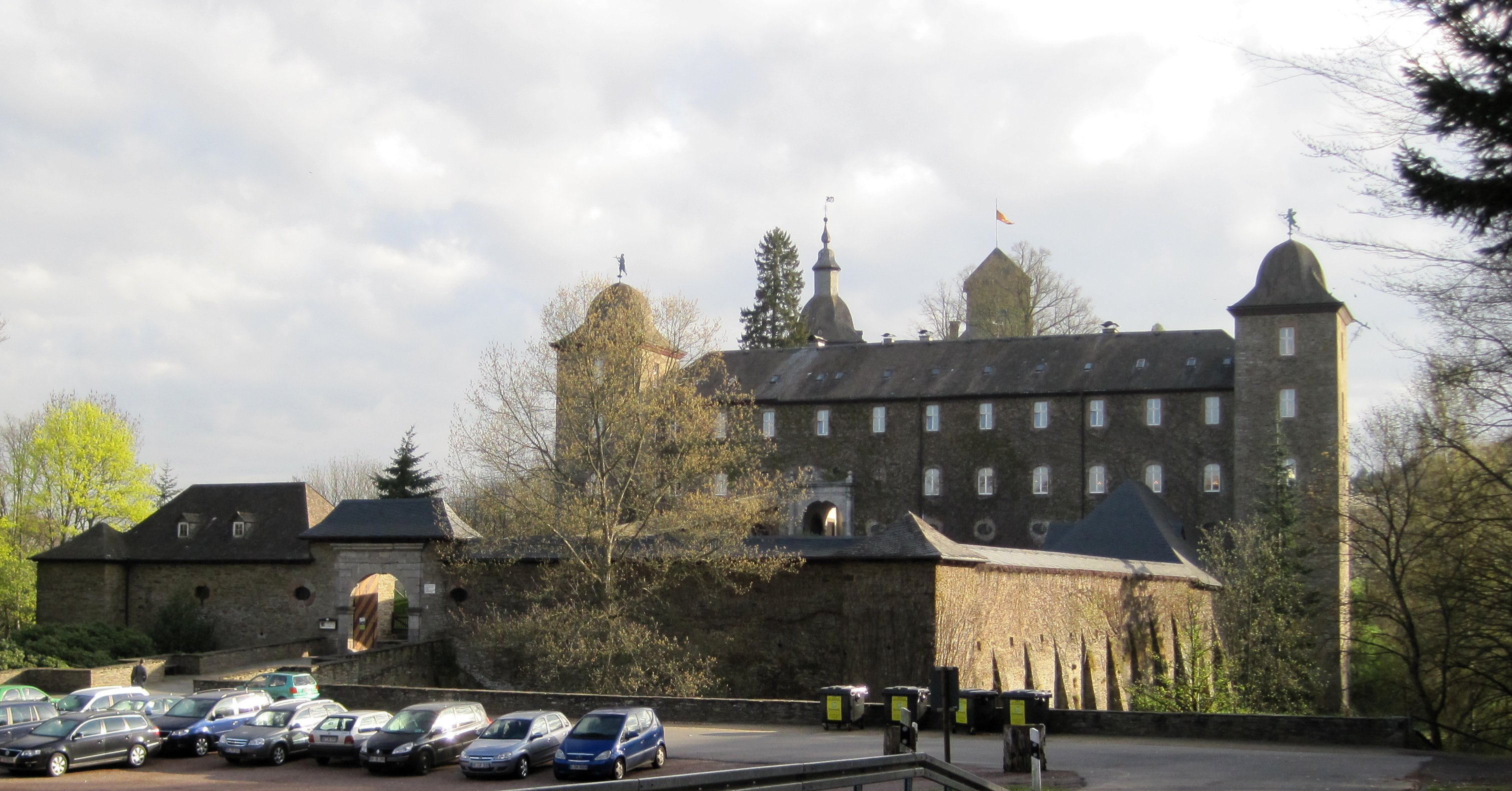
Бывший форбург замка